# Ангозеро (деревня)
Ангозеро — деревня в Белозерском районе Вологодской области. Стоит на берегу одноимённого озера.
Входит в состав Гулинского сельского поселения, с точки зрения административно-территориального деления — в Гулинский сельсовет.
Расположена на берегу Ангозера. Расстояние по автодороге до районного центра Белозерска составляет 35 км, до центра муниципального образования деревни Никоновская — 7 км. Ближайшие населённые пункты — Агеево, Ершово, Зубово.
Население по данным переписи 2002 года — 8 человек.